# مانرزدورف آندر رابنیتس
مانرزدورف آندر رابنیتس (به آلمانی: Mannersdorf an der Rabnitz) یک منطقهٔ مسکونی در اتریش است که در ناحیه اوبرپولندورف واقع شده‌است. مانرزدورف آندر رابنیتس ۱٬۸۱۸ نفر جمعیت دارد.